# Kiss Me First
Kiss Me First ist eine britische Science-Fiction-Fernsehserie von Bryan Elsley über ein Virtual-Reality-Spiel, die Realfilmszenen und CGI kombiniert. Die sechsteilige erste Staffel wurde ab dem 2. April 2018 auf Channel 4 ausgestrahlt und erschien am 29. Juni 2018 auf Netflix.

## Produktion und Ausstrahlung

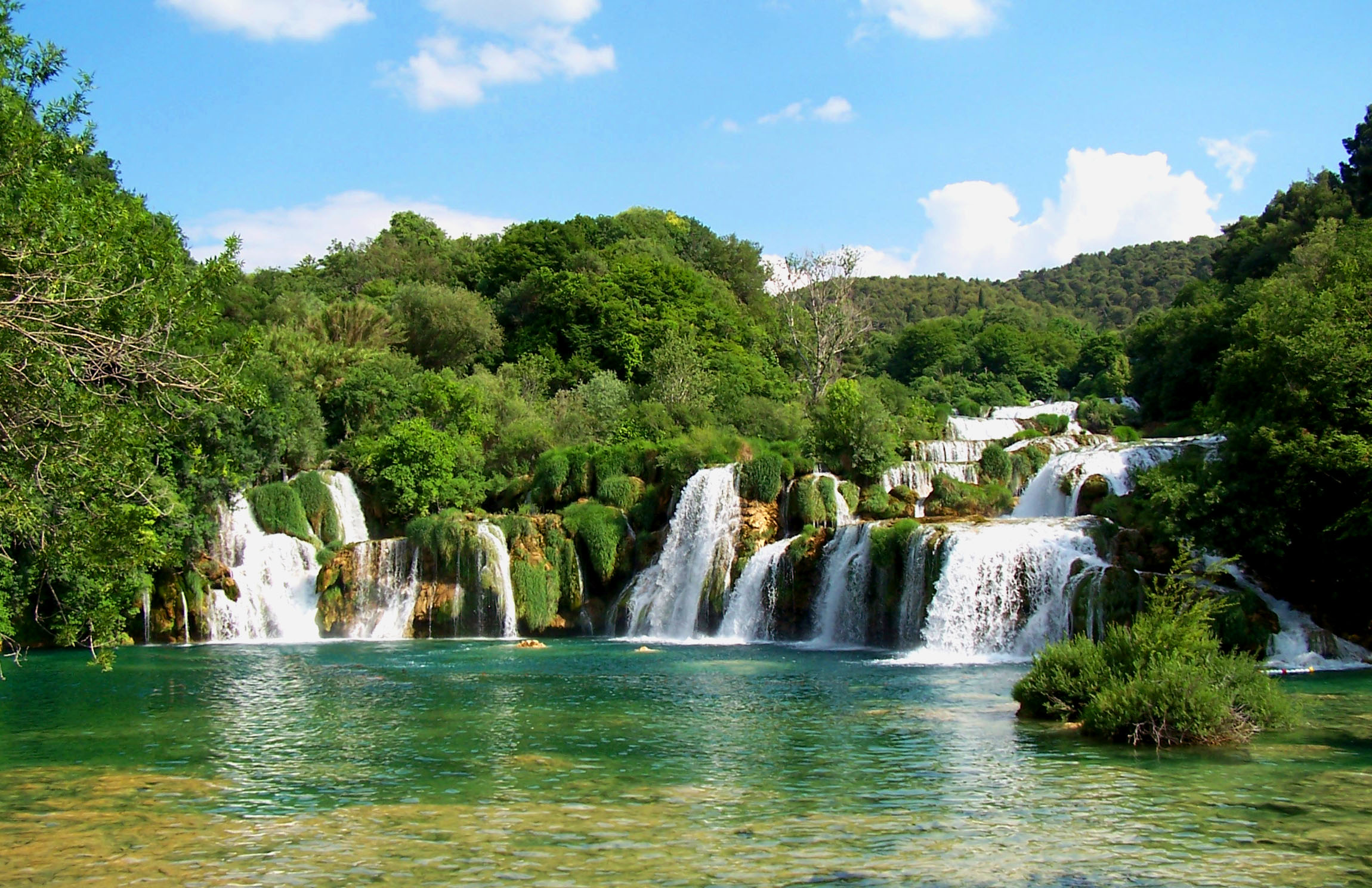
Wasserfälle im Nationalpark Krka stellen die Oase Red Pill dar.

Kiss Me First wurde von Bryan Elsley, dem Schöpfer von Skins – Hautnah, der auch als Executive Producer agiert, geschrieben, basierend auf dem im Original gleichnamigen Roman Ich bin Tess von Lottie Mogach. Im Januar 2016 erwarb Netflix die Serie zur Veröffentlichung außerhalb des Vereinigten Königreichs, wo sie auf dem Jugendsender E4 von Channel 4 ausgestrahlt werden sollte. Das Online-Spiel und dessen virtuelle Welt wurde zu dem Zeitpunkt noch Agora genannt. Die Serie wurde produziert von Elsleys Produktionsfirma Balloon Entertainment und von Kindle Entertainment und die Animationen produzierte Axis Studios. Die Regie übernahmen Misha Manson-Smith und Tom Green.
Die Dreharbeiten in London und Kroatien fanden vom Dezember 2016 bis zur Mitte des Folgejahres statt. In Kroatien diente der Nationalpark Krka als Drehort für die Seen und Wasserfälle, die in Red Pill als Animation und in den letzten beiden Episoden in Realfilmszenen zu sehen sind.
Am 22. März 2018 wurde bekanntgegeben, dass die Serie ab dem 2. April auf Channel 4 ausgestrahlt werde. Dort lief sie in sechs Episoden bis zum 7. Mai. Netflix veröffentlichte am 15. Juni einen Trailer, bevor die Serie am 29. Juni auf der Streaming-Plattform erschien.

## Handlung
Leila Evans begegnet in dem Virtual Reality-MMORPG Azana an dem geheimen Ort Red Pill einer Gruppe von Spielern um Anführer Adrian, der mehrere Mitglieder zum Selbstmord verleitet. Im realen Leben freundet sie sich mit der Spielerin Tess an und versucht Adrian aufzuhalten, der ihr seine bisherigen Taten anhängt.

## Episodenliste
| Nr. | Deutscher Titel                  | Originaltitel         | Erstausstrahlung Land | Deutschsprachige Erstveröffentlichung (D) | Regie              | Drehbuch                         |
| --- | -------------------------------- | --------------------- | --------------------- | ----------------------------------------- | ------------------ | -------------------------------- |
| 1 | Sie hat etwas getan              | She Did Something     | 2. Apr. 2018          | 29. Juni 2018                             | Misha Manson-Smith | Bryan Elsley                     |
| Leila Evans, die vor kurzem ihre Mutter verloren hat, spielt als Shadowfax ein Virtual Reality-MMORPG namens Azana. Der Avatar Mania führt sie an einem geheimen idyllischen Ort im Spiel, Red Pill, an den sich eine Gruppe von Spielern zurückgezogen hat. Deren Anführer Adrian, der Red Pill erschaffen hat, verweist sie zunächst von dem Ort. Leila und ihr neuer Mitbewohner Jonty werden von Tess, der Spielerin von Mania, aufgesucht und in einen Club eingeladen. Nach der Party geht Leila mit zu Tess nach Hause, wo sie als Mania das Spiel betritt. Sie sieht, wie Adrian den Avatar Calumny dazu bringt, von einer virtuellen Klippe zu springen; währenddessen springt dessen Spieler Cyril vom Dach seines Wohnhauses. |                                  |                       |                       |                                           |                    |                                  |
| 2 | Mach, dass es aufhört            | Make It Stop          | 9. Apr. 2018          | 29. Juni 2018                             | Misha Manson-Smith | Bryan Elsley                     |
| Leila erzählt Tess, dass sie ihrer Mutter, die freiwillig sterben wollte, starke Tabletten besorgt hatte, damit diese an einer Überdosis sterben konnte. Tess zieht bei Leila ein, nachdem ihre Mitbewohnerin sie rauswirft. Da der Avatar Calumny deaktiviert wurde, sucht Leila Cyrils Wohnort auf und erfährt durch seine Mutter von dem Suizid. An der virtuellen Klippe konfrontiert sie Adrian damit, der sie von der Klippe stößt. Shadowfax erwacht in einer Kindheitserinnerung mit ihrer Mutter. |                                  |                       |                       |                                           |                    |                                  |
| 3 | Aus dem Gleis                    | Off the Rails         | 16. Apr. 2018         | 29. Juni 2018                             | Misha Manson-Smith | Rachel Hirons & Bryan Elsley     |
| Ruth Palmer, die Schöpferin von Azana, die für den Mord an ihrem Ehemann und Geschäftspartner verurteilt wurde, wird wieder freigelassen. Leila erfährt in Red Pill, dass Tess früher einmal versucht hat, sich umzubringen. Sie trifft sich mit ihrem ehemaligen Lehrer, um Azana zu hacken, und entdeckt zuhause, dass Adrian sie über ihre Webcam ausspioniert. Sie nimmt Kontakt zum Spieler des Avatars Denier auf, Ben Graham, der in einem Kinderheim mit einem ihn misshandelnden Erzieher lebt. Ben bringt sich und den Erzieher Ted in einem Auto mittels einer Bombe um. Nachdem Tess von ihrem Liebhaber verlassen worden ist, weil Leila ihn dazu erpresst hat, rettet Leila sie vor einer Überdosis. Als sie in den Nachrichten von Bens Tod erfahren, beschuldigt Leila Adrian und zerstört Tess' VR-Equipment.                                                                                |                                  |                       |                       |                                           |                    |                                  |
| 4 | Freunde verraten uns             | Friends Let Us Down   | 23. Apr. 2018         | 29. Juni 2018                             | Tom Green          | Laura Deeley & Bryan Elsley      |
| Leila und Adrian suchen unabhängig voneinander nach der verschwundenen Tess. In Red Pill beauftragt Adrian den Avatar Force, der im Spiel eine Beziehung mit Jocasta führt, nach London zu reisen, um Leila aufzuhalten. Diese findet mit ihrem Lehrer einen Beweis für Adrains Hacking, der bereits ein Video einer Überwachungskamera geleakt hat, wie sie vor dessen Tod mit Ben gesprochen hat. Sie fährt mit Jonty zu Ruth Palmer, die aber ablehnt, ihr zu helfen. Kyle, der Spieler hinter Force, sucht Leila an ihrem Arbeitsplatz auf und besucht danach Jocasta, wo er feststellen muss, dass sie im realen Leben ein Junge ist. Leila erhält ein Paket von Ruth Palmer, das ihr hilft, mit Mr. Adams Zugang zu Bereichen von Azana zu erhalten. Während sie im Spiel ist, tötet Kyle Mr. Adams. Als Leila nach Hause kommt, steht Kyle vor ihrer Tür und bietet seine Hilfe an, um Tess zu finden. |                                  |                       |                       |                                           |                    |                                  |
| 5 | Die Hexe kommt                   | The Witch Is Coming   | 30. Apr. 2018         | 29. Juni 2018                             | Tom Green          | Jamie Brittain & Lauren Sequeira |
| Tess ist mit Tomiko, der Spielerin hinter Tippi, in Adrians Haus. Durch eine Tonaufnahme führt er sie zu einem See, der genau aussieht wie Red Pill. Tomiko ist verletzt, dass Adrian Tess besonders nennt. Leila und Kyle machen nachts Halt in einer Hütte, wo sie miteinander schlafen, bis er sie Jocasta nennt. Sie schlägt ihn nieder und flüchtet mit dem Auto. Als sie an dem Haus ankommt, versucht sie Tess zu überzeugen, mit ihr zu gehen. Adrian erzählt Leila, dass er Ruths Sohn ist, und dass sie in einem Multiplayer-Kampfspiel sei. Sie erkennt, dass er Tomiko instruiert hat, Tess am See zu töten. Während Leila Tomiko niederschlägt, geht Tess im See tauchen und wird unter Wasser von Kyle angegriffen. Leila ersticht ihn und ertrinkt scheinbar, während Tess sich ans Ufer retten kann.                                                                                          |                                  |                       |                       |                                           |                    |                                  |
| 6 | Du kannst nicht nach Hause gehen | You Can Never Go Home | 7. Mai 2018           | 29. Juni 2018                             | Tom Green          | Laura Deeley & Bryan Elsley      |
| Jonty entdeckt Tess in Leilas Haus und bringt sie zu Ruth Palmer. Danach werden sie von dem Azana-Agenten Saul Green zu dem Hauptquartier des Unternehmens geführt. Dort glaubt man, dass Leila hinter den Selbstmorden steckt, da Tomiko es gegenüber der Presse so dargestellt hat. Leila erwacht gefesselt in einem dunklen Raum, wo sie von Adrian mit Visionen ihrer angeblichen Taten gequält wird. Nachdem sie sich gegen ihn wehrt, erkennt sie, dass sie innerhalb der Virtuellen Realität war. Nach Hause zurückgekehrt hackt sie sich in Azana ein und gibt Red Pill der Öffentlichkeit preis. Sie spricht dort ein letztes Mal mit Adrian, während Ruth zusieht. Jack erwacht indes in einem Krankenhaus aus einem Koma. |                                  |                       |                       |                                           |                    |                                  |

## Besetzung und Synchronisation
Die deutschsprachige Synchronisation entstand nach Dialogbüchern von Wolfgang Seifert und Carsten Kukla und unter der Dialogregie von Anjas Borchers durch das CSC-Studio in Hamburg.
| Rolle          | Figur im Spiel       | Darsteller        | Synchronsprecher     |
| -------------- | -------------------- | ----------------- | -------------------- |
| Leila Evans    | Shadowfax            | Tallulah Haddon   | Katharina von Keller |
| Tess           | Mania                | Simona Brown      | Nadine Schreier      |
| Adrian         | Adrian               | Matthew Beard     | Robert Knorr         |
| Cyril Niemec   | Calumny              | George Jovanovic  | Martin Brücker       |
| Ben Graham     | Denier               | Samuel Bottomley  | Piet Nowatzky        |
| Kyle           | Force                | Freddie Stewart   | Nils Rieke           |
| Jack Innes     | Jocasta              | Misia Butler      | Daniel Kirchberger   |
| Tomiko Teshima | Tippi                | Haruka Abe        | Franciska Friede     |
| Jonty          |                      | Matthew Aubrey    | Henning Nöhren       |
| Azul           | Philip Arditti       | Christos Topoulos |                      |
| Mr. Adams      | Mark Straker         | Robin Brosch      |                      |
| Ruth Palmer    | Geraldine Somerville | Marion Elskis     |                      |

## Rezeption
Kiss Me First erhält mäßige Wertungen und erreicht auf Rotten Tomatoes 50 % anhand 18 Kritikerbewertungen. Isaac Feldberg von Entertainment Weekly und Hanh Nguyen von IndieWire vergeben die Note C+. Nguyen kritisiert das Storytelling als trübe sowie die Charakterisierung der Figuren als faul. Die virtuelle Welt von Azana sei zwar wunderschön, aber langweilig und nicht reizvoll; außerdem scheine es für die Handlung gar nicht notwendig.
Die Serie wird in der Rezeption mit Black Mirror und dem Film Ready Player One über eine Virtuelle Realität, der ebenfalls 2018 erschien, verglichen. So betitelt Oliver Buckley von Ready Steady Cut sie als Ready Black Mirror One und schreibt, sie sei interessanter als der Film, weil sie tatsächlich bedeutsame Fragen stellt, statt nur ein Erinnerungsfest mit einer Popkultur-Referenz nach der anderen zu sein. Wie Black Mirror warne sie vor den Gefahren der Technologie. Chris Evangelista von Slashfilm sowie Kahron Spearman von Daily Dot schreiben, hier treffe Black Mirror auf Ready Player One (bzw. andersherum). Dabei kommt die Serie allerdings im Vergleich manchmal schlechter weg: Für Jacob Oller kombiniere sie die schlechtesten Aspekte der beiden und Vanessa Schneider titelt für puls, sie sei „außen "Black Mirror", innen hohl.“
Für Daniel Fienberg vom Hollywood Reporter gehe die Serie das durchdringendste Thema von Black Mirror an: „dass die technologischen Entwicklungen, die die Leute zusammenbringen und ein neues Gefühl von Gemeinschaft schaffen sollen, uns in Wahrheit von anderen als auch unserer eigenen Identität entfremden.“ Die ersten Episoden erforschen mentale Probleme und „was passiert, wenn anfällige Menschen, die die reale Welt zu stark wahrnehmen, sich in einer virtuellen Umgebung wiederfinden, in der jede Emotion noch mehr gesteigert wird.“ Samantha Nelson von The Verge analysiert die unübliche Herangehensweise an die Gamerkultur. Während Gamer meistens als schlaue Kinder oder junge Männer, die von Science-Fiction, Comics oder dem Internet besessen sind, dargestellt werden, gibt es in Kiss Me First kaum Nerd-Referenzen und Leila gelangt nicht durch besondere Spieler-Fähigkeiten oder um die virtuelle Welt zu beschützen, an den Ort Red Pill. Sie finde einfach eine Gemeinschaft sehr einsamer Leute, die Hilfe brauchen. Leila sei einem Nerd am nächsten, ansonsten gehören zu der Gruppe die psychisch labile Tess, ein belasteter Veteran, ein Junge, der Missbrauch erlebt, ein queeres vernachlässigtes Kind. Sie treffen sich in Azana nicht, um zu kämpfen oder die Fähigkeiten ihrer Avatare zu zeigen, sondern sprechen an einem schönen Ort über ihre Probleme, flirten und stellen in Aussicht, sich auch im realen Leben zu treffen. Azana scheine von World of Warcraft inspiriert, aber die Serie konzentriere sich anstelle der Spielmechanik auf das Gefühl der Gemeinschaft, das soziale Videospiele liefern. „[Diese] bringen Menschen zusammen, die nach einer Ablenkung von ihren oftmals sehr unterschiedlichen Leben suchen. Wie sie interagieren, kann so kompliziert sein wie jegliche Beziehung, die ohne Pixel aufgebaut wird. Und wer sie wirklich sind, hat typischerweise kaum Ähnlichkeit dazu, wie ihre Avatare aussehen.“